# U Mensae
U Mensae är en pulserande variabel av Mira Ceti-typ (M) i stjärnbilden Taffelberget.
Stjärnan varierar mellan visuell magnitud +7,75 och ljussvagare än 10,05 med en period av 409 dygn.